# Sergei Shmolik
Sergei Shmolik ou Sergueï Chmolik Сергей Шмолик, né le 12 janvier 1965, est un arbitre biélorusse de football, affilié à Brest. Arbitre international de 1993 à 2008, il est connu surtout pour avoir arbitré un match de D1 biélorusse (match entre Naftan Novopolotsk et FK Vitebsk, le 5 juillet 2008) en étant ivre, ce qui mit fin à sa carrière.

## Carrière
Il a officié dans des compétitions majeures : 
- Coupe du monde de football des moins de 20 ans 1999 (4 matchs)
- Coupe de la CEI de football 2002 (finale)
- Coupe de Biélorussie de football 2003-2004 (finale)